# Бентон, Роберт
Роберт Бентон (англ. Robert Benton;  29 сентября 1932, Даллас, Техас, США — 11 мая 2025, Нью-Йорк, США) — американский кинорежиссёр и сценарист. Трёхкратный лауреат премии «Оскар». В начале 1960-х годов работал редактором ежемесячного журнала «Esquire».

## Биография
Бентон служил в армии США в 1950-х годах и в это время рисовал диорамы. В 1958 году он стал арт-директором журнала Esquire, в 1964 году перешёл на должность редактора. В 1966 году он вместе с редактором Esquire Дэвидом Ньюманом написал книгу для бродвейского шоу «Это птица, это самолёт, это Супермен». Затем в 1967 году они вместе написали сценарий к фильму «Бонни и Клайд». Криминальная драма считалась новаторской для своего времени из-за откровенного изображения насилия и сексуальности, а Бентон и Ньюман были номинированы на премию «Оскар» за оригинальный сценарий. Впоследствии Бентон написал сценарии к фильмам «Жил-был кривой обманщик» (1970), «В чём дело, док?»(1972) и «О! Калькутта!» (1972).
В 1972 году Бентон дебютировал в качестве режиссёра в фильме «Плохая компания». В этом вестерне Джефф Бриджес и Барри Браун сыграли уклонистов от призыва на Гражданской войне, которые отправляются на Запад. Они грабят, чтобы прокормить себя. В фильме, который Бентон создал вместе с Ньюманом, присутствуют штрихи чёрного юмора Оператор Гордон Уиллис, который к тому моменту уже снял «Крёстного отца», сделал фильму яркую картинку. Благодаря этому успеху Бентон смог покинуть Esquire и посвятить себя кинематографу.
В 1977 году Бентон по собственному сценарию снял фильм «Позднее шоу». Он повествовал о стареющем частном сыщике, чей напарник был убит, когда пытался помочь причудливой женщине найти её кошку. Следующим проектом Бентона стал сценарий к фильму «Супермен», режиссёром которого стал Ричард Доннер. Картина стала блокбастером.
В 1979 году Бентон вернулся к режиссуре в фильме «Крамер против Крамера» — адаптации романа Эвери Кормана, снятой по сценарию самого Бентона. В нём Дастин Хоффман сыграл роль отца, который жертвует своей работой и личной жизнью, чтобы заботиться о сыне, а Мерил Стрип — роль жены, чья потребность «найти себя» оказывается губительной. Наряду с огромными кассовыми сборами картина получила 3 премии «Оскар»: за лучший фильм и лучшую режиссуру, лучший адаптированный сценарий (Бентон).
Бентону потребовалось три года, чтобы в качестве режиссёра выпустить свой следующий проект, «В ночной тиши», в 1982 году. К этой картине, являющейся триллером, сценарий написали Бентон и Ньюман. Следующим проектом Бентона был фильм «Места в сердце» 1984 года. Действие этой драмы происходит в его родном городе Уоксахачи, штат Техас, во времена Великой депрессии. Салли Филд сыграла вдову, которая должна обеспечивать своих детей. В фильме также снимались Джон Малкович, Линдси Кроус, Эми Мэдиган и Эд Харрис. Филд получила «Оскар» за лучшую женскую роль, а Бентон — за оригинальный сценарий (свою третью премию Американской киноакадемии). Кроме этого, картина была номинирована на «Оскар» в категории «Лучший фильм».
В 1987 году Бентон снял комедию «Надин», действие которой происходит в 1950-х годах в Остине, штат Техас. Ким Бейсингер сыграла безумную маникюршу, которая находится в процессе развода со своим мужем.
В 1990-е годы Бентон снял экранизацию романа Э. Л. Доктороу «Билли Батгейт». Эта драма 1991 года рассказывает о пареньке из Бронкса (Лорен Дин), который вступает в связь с печально известным гангстером Датчем Шульцем (Дастин Хоффман) и овдовевшей любовницей (Николь Кидман). Несмотря на сильный актёрский состав и сценарий Тома Стоппарда, фильм не заинтересовал зрителей. В 1994 году Бентон снял ещё одну экранизацию — «Без дураков».
В 1998 году Бентон стал режиссёром фильма «Сумерки» — довольно шаблонной мистерии об убийстве. Затем, в 2003 году, он снял основанный на бестселлере Филипа Рота фильм «Запятнанная репутация» с участием Николь Кидман и Энтони Хопкинса. После написания сценария к фильму «Ледяной урожай» в 2005 году Бентон снял фильм «Праздник любви».
Умер 11 мая 2025 года у себя дома на Манхэттене в возрасте 92 лет.

## Фильмография

### Режиссёр
- 1972 — Плохая компания / англ. Bad Company
- 1977 — Позднее шоу / англ. The Late Show
- 1979 — Крамер против Крамера/ англ. Kramer vs. Kramer
- 1982 — В ночной тиши / англ. Still of the Night
- 1984 — Места в сердце / англ. Places in the Heart
- 1987 — Надин / англ. Nadine
- 1991 — Билли Батгейт / англ. Billy Bathgate
- 1994 — Без дураков / англ. Nobody's Fool
- 1998 — Сумерки / англ. Twilight
- 2003 — Запятнанная репутация / англ. The Human Stain
- 2007 — Праздник любви / англ. Feast of Love

### Сценарист
- 1967 — Бонни и Клайд / англ. Bonnie and Clyde
- 1970 — Жил-был обманщик / англ. There Was a Crooked Man...
- 1972 — В чём дело, док? / англ. What's Up, Doc?
- 1972 — О! Калькутта! / англ. «Oh! Calcutta!»
- 1972 — Плохая компания / англ. Bad Company
- 1975 — Это птица, это самолёт, это Супермен! (ТВ) / англ. It's a Bird, It's a Plane, It's Superman
- 1977 — Позднее шоу / англ. The Late Show
- 1978 — Супермен / англ. Superman
- 1979 — Крамер против Крамера / англ. Kramer vs. Kramer
- 1982 — В ночной тиши / англ. Still of the Night
- 1984 — Места в сердце / англ. Places in the Heart
- 1987 — Надин / англ. Nadine
- 1994 — Без дураков / англ. Nobody's Fool
- 1998 — Сумерки / англ. Twilight
- 2005 — Ледяной урожай / англ. The Ice Harvest
- 2011 — К северу от Шайенна / «North of Cheyenne»

### Продюсер
- 1988 — Дом на Кэрролл-стрит / англ. The House On Carroll Street
- 2005 — Ледяной урожай / англ. The Ice Harvest